# Michel Descombey
Michel Descombey (28 de octubre de 1930 – 5 de diciembre de 2011) fue un bailarín, coreógrafo y director francés de ballet.

## Biografía
Descombay estudió danza en París y debutó como bailarín profesional del Ballet de la Opéra National en 1947. En 1959 se convirtió en bailarín principal, después maestro de ballet, y coreógrafo oficial y finalmente director de la compañía de 1962 a 1969. También estableció el grupo de ballet de formación de la Òpera Nacional de París. Después fue director de ballet del "Zürcher Ballett" de la ópera de Zúrich, de 1971 a 1973, y fue invitado en México por Orozco. En 1975 estableció en México, donde se convirtió en coreógrafo en jefe y director asociado del "Ballet Teatro del Espacio" en 1977. Fue miembro del Sistema Nacional de Creadores de Arte (SNCA).

## Honores
- Chevalier de la  Ordre des Arts et des Lettres
- Chevaliers de la Légion d'honneur
- Orden del águila azteca